# Hong Song-nam
Hong Song-nam (2 tháng 10 năm 1929 – 31 tháng 3 năm 2009) là cựu Thủ tướng Bắc Triều Tiên từ năm 1997 đến năm 2003, kế nhiệm ông Kang Song-san.

## Tiểu sử
Ông sinh ra ở tỉnh Kangwon, tốt nghiệp Đại học Kim Il-sung và nghiên cứu kỹ thuật điện tại Học viện Kỹ thuật Prague.
Từ năm 1954, ông làm việc tại Bộ Công nghiệp nặng của Triều Tiên. Năm 1971 đến năm 1973, ông là Bộ trưởng Bộ Công nghiệp nặng. Từ năm 1973 đến 1975, ông là Phó Chủ tịch Hội đồng Bộ trưởng (tương đương Phó Thủ tướng). Trong những năm 1973 đến 1977, ông đảm nhiệm chức Chủ tịch Ủy ban Kế hoạch Nhà nước. Từ năm 1982 đến năm 1986, ông là Bí thư thứ nhất của Đảng Lao động Triều Tiên thuộc tỉnh Pyongan Nam. Trong những năm 1987 đến 1990, ông tiếp tục giữ chức Phó Chủ tịch Hội đồng Bộ trưởng kiêm Chủ tịch Ủy ban Kế hoạch Nhà nước của Cộng hòa Dân chủ Nhân dân Triều Tiên. Từ 1990 đến 1997, ông thôi kiêm nhiệm Chủ tịch Ủy ban Kế hoạch Nhà nước để tập trung nhiệm vụ Phó Chủ tịch Hội đồng Bộ trưởng (Phó Thủ tướng).